# Cardiff Bay Opera House

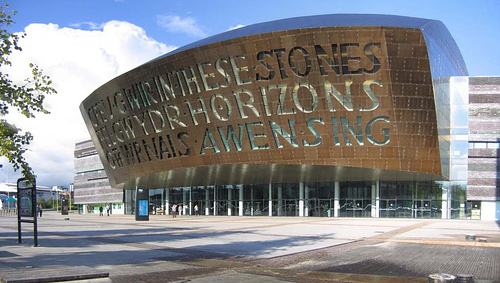
Le Wales Millennium Centre a été construit à la place de l'opéra de la baie de Cardiff — et l'Opéra national du pays de Galles s'y est installé.

L’opéra de la baie de Cardiff (Cardiff Bay Opera House en anglais) est un projet de centre pour les arts du spectacle dans la baie de Cardiff, au Pays de Galles. Il a été conçu dans les années 1990 comme un élément crucial du projet de réaménagement de la baie de Cardiff. Un des objectifs était la création d'une nouvelle maison pour l'Opéra national du pays de Galles, qui était alors installé dans le nouveau théâtre (en) (datant de 1906). Le centre gallois du Millennium (en) a été construit à sa place ; il a ouvert en 2004.